# Bennie Ellender
Bennie Ellender Jr, né le 2 mars 1925 à Sulphur et mort le 22 décembre 2011 à Metairie,, est un américain, joueur et entraîneur de football américain.
En NCAA, il fut entraîneur principal des Red Wolves d'Arkansas State (1963-1970) et les Green Wave de Tulane (1971-1975) obtenant un bilan global de 79 victoires, 49 défaites et 4 nuls.

## Carrière

### Joueur universitaire
En 1943, Ellender intègre les Green Wave', équipe de football américain représentant l'université Tulane en NCAA Division II (en). En 1945, il quitte son université à la suite de la Seconde Guerre mondiale pour intégrer les forces armées de son pays. Après la guerre, il reprend ses études à l'université Tulane et rejoue au football américain aux postes de quarterback et de safety. Après sa dernière année universitaire, il n'est pas engagé comme joueur professionnel et entre dans la vie active.

### Entraîneur

#### Green Wave de Tulane (1959-1961)
En 1959, Ellender revient à Tulane, cette fois comme entraîneur des freshmen (étudiants de deuxième année). Après cette première saison, il est promu au poste d'entraîneur des offensives backs, ancien terme utilisé pour désigner les joueurs de l'attaque à l'exception de ceux de la ligne offensive. Il occupe ce poste pendant deux saisons avant d'accepter un poste à l'université d'État de l'Arkansas.

#### Red Wolves d'Arkansas State (1962-1970)
Ellender devient l'entraîneur des defensive backs en 1962. Les Red Wolves d'Arkansas State évoluaient à cette époque comme équipe indépendante au sein de la NCAA. Après cette première saison à Arkansas State, il est nommé entraîneur principal de l'équipe.
Arkansas State fait une mauvaise saison 1963 sous ses ordres affichant un bilan de 2 victoires pour 6 défaites. L'année suivante l'équipe rejoint la Southland Conference. Les Red Wolves dirigés par Ellender terminent second de la conférence affichant un bilan de 7 victoires pour 2 nuls. La saison suivante, Arkansas State fait une bonne saison mais perd trois matchs contre des équipes de sa conférence affichant un bilan mitigé de 6 victoires pour 3 défaites. L'équipe s'améliore la saison suivante (bilan de 7-2) avant de s'écrouler la saison suivante (bilan de 4-5).
La saison 1968 voit le début d'une des plus belles périodes de l'histoire de l'université. Arkansas State affiche un bilan en saison régulière de 7 victoires pour 3 défaites et 1 nul. Ils remportent le titre de champion de la Southland Conference. Ellander dirige ainsi son premier bowl universitaire. Ils perdent néanmoins le Pecan Bowl (en) 1968.  Arkansas State remporte son second titre de champion de la Southern Conference l'année suivante (bilan de 8-1-1). Les Red Wolves remportent ensuite le Pecal Bowl 1969, le premier bowl remporté par Bennie Ellender.
En 1970, l'équipe affiche un bilan parfait de 11 victoires sans défaites, remportant un troisième titre de conférence consécutif. Ils participent pour la troisième fois en autant d'années au Pecan Bowl qu'ils remportent. Ellander remporte le titre d'entraîneur de l'année 1970 de la conférence AFCA.

#### Green Wave de Tulane (1971-1975)
Ellander retourne à Tulane neuf ans après avoir quitté son poste d'entraîneur des offensives backs. Cette fois-ci, il occupe le poste d'entraîneur principal mais les débuts sont difficiles. Tulane ne remporte que trois matchs en saison régulière (bilan de  3-8). Néanmoins, l'équipe progresse pour arriver à un bilan de 9 victoires pour 3 défaites en 1973. Ils sont sélectionnés pour jouer l'Astro-Bluebonnet Bow 1973 (en) (défaite 47-7 contre les Cougars de Houston). Tulane retombe dans ses travers dès la saison suivante et redevient une équipe moyenne. Ellander quitte le poste après la saison 1975 et prend sa retraite par rapport au football américain.